# 保羅·史普里托夫
小保羅·威廉·史普里托夫（英語：Paul William Splittorff Jr.，1946年10月8日—2011年5月25日），為美國職棒大聯盟的投手。職業生涯皆效力於皇家隊，他的身高達191公分，是一名左投左打。

## 職業生涯
1970年9月底，史普里托夫登上大聯盟。不過他先發投了7局失3分吞敗。隔年他從3A出發，他在3A投出5勝2敗，防禦率1.48的成績後，他又再次升上大聯盟。該年他投出8勝9敗，防禦率2.68。
1973年，史普里托夫完成了他生涯唯一一次的單季20勝。該年他投出20勝11敗，防禦率3.98。在球隊連續3年拿下分區第二之後，皇家隊終於在1976年闖進季後賽。
1976年至1978年，美聯冠軍賽都是黃家與洋基之間的對決。雖然洋基3次都取得勝利，不過史普里托夫表現不俗，他面對洋基隊5次拿下2勝0敗，防禦率僅2.84。1980年兩隊再度於美聯冠軍賽交手，這次皇家隊以3連勝橫掃洋基。而他僅在世界大賽第6戰登板一次，最終皇家2勝4敗不敵費城人。
儘管史普里托夫從未入選過一次明星賽，而且鋒芒都被同時期的隊友投手史蒂夫·巴斯比、Dennis Leonard和Larry Gura掩蓋，不過史普里托夫的穩定性極高，生涯勝場數也都比上述三位還多。早期的他多擔任先發投手，因此他到1975年才拿下生涯首次救援成功。
到了1980年代，史普里托夫的球威逐漸下滑，加上年輕投手準備接班，因此他在1984年6月底退休。留下166勝143敗，防禦率3.81的數據。

## 個人生活
退休後，史普里托夫擔任皇家隊的電視球評。他在1987年入選皇家隊名人堂。
2011年5月25日，與口腔癌和黑色素瘤奮戰多年的史普里托夫去世，享年64歲。

## 生涯投球數據
| 勝投 | 敗投 | 防禦率 | 出賽場次 | 先發 | 完投 | 完封 | 投球局數 | 安打 | 失分 | 自責分 | 全壘打 | 保送 | 三振 | 暴投 | 觸身球 |
| ---- | ---- | ------ | -------- | ---- | ---- | ---- | -------- | ---- | ---- | ------ | ------ | ---- | ---- | ---- | ------ |
| 166  | 143  | 3.81   | 429      | 392  | 88   | 17   | 2554.2   | 2644 | 1243 | 1082   | 192    | 780  | 1057 | 41   | 34     |

## 外部連結
- 球員資訊和成績在MLB，ESPN，Baseball-Reference，Fangraphs（英文）